# Chaetomium caprinum
Chaetomium caprinum är en svampart som beskrevs av Bainier 1910. Chaetomium caprinum ingår i släktet Chaetomium och familjen Chaetomiaceae.  Arten är reproducerande i Sverige. Inga underarter finns listade i Catalogue of Life.